# تاريخ التوحد
يمتد تاريخ التوحد لأكثر من قرن من الزمان؛ وقد خضع التوحد لعلاجات مختلفة، حيث تم تصنيفه كمرض أو اعتباره جزءًا مفيدًا من التنوع العصبي البشري. لقد تم تشكيل فهم التوحد من خلال العوامل الثقافية والعلمية والمجتمعية، وتغير إدراكه وعلاجه بمرور الوقت مع تطور الفهم العلمي للتوحد.
تم تقديم مصطلح التوحد لأول مرة بواسطة يوجين بلويلر في وصفه للفصام في عام 1911. كان تشخيص مرض الفصام أوسع من نظيره الحديث؛ حيث كان يتم تشخيص الأطفال المصابين بالتوحد غالبًا بالفصام الطفولي. أقدم الأبحاث التي ركزت على الأطفال الذين يُعتبرون اليوم مصابين بالتوحد أجرتها جرونيا سوخاريفا بدءًا من عشرينيات القرن العشرين. في ثلاثينيات وأربعينيات القرن العشرين، وصف هانز آسبرجر وليو كانر متلازمتين مرتبطتين، أطلق عليهما فيما بعد اسم التوحد الطفولي ومتلازمة أسبرجر. اعتقد كانر أن الحالة التي وصفها قد تكون مختلفة عن الفصام، وفي العقود التالية، تسارعت الأبحاث حول ما أصبح يُعرف بالتوحد. رسميًا، استمر تشخيص الأطفال المصابين بالتوحد تحت مصطلحات مختلفة مرتبطة بالفصام في كل من الدليل التشخيصي والإحصائي للاضطرابات العقلية (DSM) والتصنيف الدولي للأمراض (ICD)، ولكن بحلول أوائل سبعينيات القرن العشرين، أصبح من المعترف به على نطاق واسع أن التوحد والفصام كانا في الواقع اضطرابات عقلية متميزة، وفي عام 1980، تم إضفاء الطابع الرسمي على ذلك لأول مرة مع فئات تشخيصية جديدة في الدليل التشخيصي والإحصائي للأمراض العقلية (DSM-III). تم تقديم متلازمة أسبرجر إلى الدليل التشخيصي والإحصائي للأمراض العقلية كتشخيص رسمي في عام 1994، ولكن في عام 2013، تم توحيد متلازمة أسبرجر والتوحد الطفولي في فئة تشخيصية واحدة، اضطراب طيف التوحد (ASD).
غالبًا ما يواجه الأفراد المصابون بالتوحد صعوبة في فهم الإشارات الاجتماعية غير اللفظية والمشاركة العاطفية. لقد أعطى تطوير الويب للعديد من الأشخاص المصابين بالتوحد طريقة لتشكيل مجتمعات عبر الإنترنت، والعمل عن بعد، وحضور المدرسة عن بعد، وهو ما يمكن أن يفيد بشكل مباشر أولئك الذين يعانون من التواصل بشكل طبيعي. لقد تطورت الجوانب الاجتماعية والثقافية للتوحد : حيث يسعى البعض في المجتمع إلى إيجاد علاج، بينما يعتقد آخرون أن التوحد هو مجرد طريقة أخرى للوجود.
على الرغم من أن ظهور المنظمات والجمعيات الخيرية المتعلقة بالدفاع عن الأشخاص المصابين بالتوحد ومقدمي الرعاية لهم والجهود المبذولة لإزالة وصمة العار المرتبطة باضطراب طيف التوحد قد أثرت على كيفية النظر إلى اضطراب طيف التوحد، أن الأفراد المصابين بالتوحد ومقدمي الرعاية لهم لا يزالون يعانون من الوصمة الاجتماعية في المواقف التي يُنظر فيها إلى سلوك الأشخاص المصابين بالتوحد بشكل سلبي، ويعبر العديد من أطباء الرعاية الأولية والمتخصصين الطبيين عن معتقدات تتفق مع أبحاث التوحد القديمة.
لقد أثارت مناقشة مرض التوحد الكثير من الجدل. في غياب إجماع بين الباحثين حول الأشكال المختلفة لهذه الحالة، كان هناك لفترة من الوقت نقص في الأبحاث التي أجريت على ما يُصنف الآن على أنه مرض التوحد. وقد أثارت مناقشة هذه المتلازمة وتعقيداتها استياء الباحثين. أحاطت الخلافات بمطالبات مختلفة فيما يتعلق بعلم أسباب مرض التوحد.

## التوحد قبل مصطلح "التوحد" (حتى عام 1908)

### الأشخاص المصابون بالتوحد قبل "التوحد"
وقد حدد المؤلفون حالات، منذ فترة طويلة قبل إنشاء مصطلح "التوحد"، لأشخاص ربما كان من الممكن تشخيصهم اليوم على أنهم مصابون بالتوحد. تحتوي محادثة المائدة لمارتن لوثر، التي جمعها كاتب ملاحظاته، ماثيسيوس، على قصة صبي يبلغ من العمر 12 عامًا ربما كان مصابًا بالتوحد مع احتياجات دعم عالية. أقدم حالة موثقة جيدًا للتوحد هي حالة هيو بلير من بورج، كما هو مفصل في قضية محكمة عام 1747 حيث نجح شقيقه في تقديم التماس لإلغاء زواج بلير للحصول على ميراث بلير.
كان هنري كافنديش فيلسوفًا طبيعيًا غزير الإنتاج، نُشرت أعماله لأول مرة في عام 1766. خلال حياته، كان كافنديش يُعتبر غريب الأطوار، وكان سلوكه يُوصف بأنه "خجول بشكل غريب" من قبل معاصريه. عند البحث عن كافنديش كموضوع لمقالة عام 2001 في مجلة علم الأعصاب، قرر عالم الأعصاب أوليفر ساكس أن الأدلة على تشخيص اضطراب طيف التوحد كانت "ساحقة تقريبًا".
الطفل البري من أفيرون، وهو طفل متوحش تم العثور عليه في عام 1798، أظهر العديد من علامات التوحد. كان غير قادر على النطق أثناء سنوات مراهقته، وكانت قضيته تحظى بشعبية واسعة بين المجتمع في ذلك الوقت. وقد أدت مثل هذه الحالات إلى زيادة الوعي بمرض التوحد والإعاقات المرتبطة به، وأُجريت المزيد من الأبحاث حول الأبعاد الطبيعية للسلوك البشري. قام طالب الطب جان إيتارد بعلاجه ببرنامج سلوكي مصمم لمساعدته على تكوين علاقات اجتماعية وتحفيز الكلام عن طريق التقليد.

### الأوصاف المبكرة لأعراض التوحد
حوالي عام 1810، قام الطبيب النفسي الفرنسي جان إتيان دومينيك إسكيرول بتعريف حالة الهوس الأحادي. نشر عنها في عام 1827. لقد ركزت على المفهوم المعاصر للفكرة الثابتة (idée fixe)، وهو موضوع واحد للهوس في عقل سليم بخلاف ذلك. غالبًا ما يكون لدى الأشخاص المصابين بالتوحد تثبيتات قوية على مواضيع أو أشياء معينة.
في عام 1877، استخدم الطبيب البريطاني جون داون مصطلح التأخر النمائي لوصف الحالات بما في ذلك ما يمكن اعتباره اليوم مرض التوحد.
وفي عام 1877 أيضًا، قام الطبيب الألماني أدولف كوسماول بتعريف حالة فقدان القدرة على الكلام الاختياري، عندما يختار الأشخاص عدم التحدث. قد يكون بعض الأشخاص الذين يُعتقد أنهم مصابون بفقدان القدرة على الكلام الاختياري مصابين بالتوحد وغير قادرين على الكلام.
في عام 1887، ألقى جون داون محاضرة وصف فيها العلماء الأغبياء، وهم أشخاص كانت قدراتهم العقلية ضعيفة بشكل عام، ولكن لديهم قدرات قوية في مجال معين. ويشير إلى أنه "لم أتمكن في أي من حالات "العالم الأحمق" من تتبع أي تاريخ لقدرة مماثلة في الوالدين أو في الإخوة والأخوات".
نشر الطبيب النفسي الفرنسي بيير جانيت كتاب الهواجس والنفسية (Les Obsessions et la Psychasthénie) في عام 1903. وقد شملت الحالة التي تم تعريفها حديثًا وهي الوهن النفسي، والتي أصبحت نموذجًا أوليًا لشخصية كارل يونغ الانطوائية لاحقًا، واعتقدت جرونيا سوخاريفا أنها أحد مكونات الاعتلال النفسي الانفصامي في مرحلة الطفولة.
كتب عالم الاجتماع الألماني جورج سيميل عن التحميل الحسي الحضري في مقالته عام 1903 بعنوان " المدينة الكبرى والحياة العقلية ".

#### الخرف المبكر والحالات المرتبطة به
تم استخدام مصطلح الخرف المبكر لأول مرة من قبل طبيب الأمراض النفسية الألماني هاينريش شول في عام 1880، وأيضًا بحلول عام 1891 من قبل أرنولد بيك، أستاذ الطب النفسي التشيكي في جامعة تشارلز في براغ.
وصف الطبيب النفسي الاسكتلندي توماس كلوستون في كتابه "المحاضرات السريرية حول الأمراض العقلية" الصادر عام 1883 حالة جديدة أطلق عليها اسم العصاب النفسي. وقد غطى وصفه ما يعتبر اليوم طيف الفصام والتوحد، ما اعتبره الآخرون "الخرف المبكر".
اكتسب مصطلح "الخرف المبكر" شعبية كبيرة في عام 1899 من خلال الطبعة السادسة من كتاب الطبيب النفسي الألماني إميل كريبيلن " الطب النفسي". كتاب مدرسي للطلاب والأطباء (Psychiatrie". Ein Lehrbuch für Studirende und Aerzte). عرفت هذه الحالة على نطاق واسع جدًا وفقًا لمعايير اليوم. وقد لوحظ أن الاضطراب الأساسي في الخرف المبكر هو اضطراب في الأداء الإدراكي أو العقلي في الانتباه والذاكرة والسلوك الموجه نحو الهدف. غالبًا ما يكون لدى الأشخاص المصابين بالتوحد هذه السمات، وبعض الأشخاص الذين تم تشخيص إصابتهم بهذه الحالة قد يعتبرون مصابين بالتوحد اليوم.
ذكر طبيب الأمراض النفسية الإيطالي سانتي دي سانتيس بإيجاز حالة في ورقة بحثية عام 1906 أطلق عليها اسم الخرف المبكر جدًا (الخرف المبكر جدًا)، وهو شكل من أشكال الخرف المبكر الذي يبدأ في وقت مبكر جدًا من حياة الناس. وقد كتب عن ذلك بمزيد من التفصيل في ورقة بحثية عام 1908. كانت حالة واسعة التعريف للغاية اعتبرها "مشابهة جدًا لمجموعة أعراض البلوغ والمراهقة التي تصاحبها أعراض فقدان الوعي أو الغيبوبة ".
قام المعلم النمساوي ثيودور هيلر بتعريف حالة تسمى الخرف الطفولي (الخرف الطفولي) في عام 1908. ستستمر هذه الحالة في تسميتها بمتلازمة هيلر واضطراب التفكك الطفولي. ويعتبرها الدليل التشخيصي والإحصائي للاضطرابات النفسية حاليًا جزءًا من اضطراب طيف التوحد. إنها حالة وراثية نادرة.

## التوحد كأحد أعراض الفصام (1908-1924)

### يوجين بلويلر

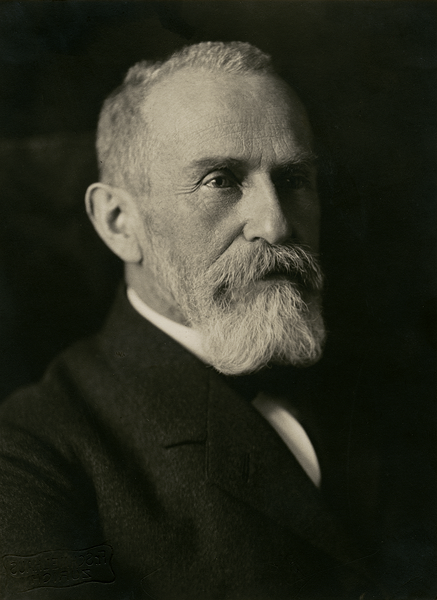
ابتكر يوجين بلويلر مفهوم التوحد، واستخدمه لوصف نوع من السلوك.

كان يوجين بلويلر طبيبًا نفسيًا سويسريًا وكان مديرًا لمستشفى بورغولزلي للأمراض العقلية، والذي كان مرتبطًا بجامعة زيورخ. في أبريل 1908 ألقى محاضرة شرح فيها أن الخرف المبكر يختلف كثيرًا عن أشكال الخرف الأخرى. واقترح أن يطلق عليه اسم الفصام، وهو اضطراب عقلي. وسوف يتم اعتماد هذا المصطلح بشكل متزايد على مدى السنوات الخمسين التالية. إن ما يُعرف الآن بـ"الفصام" يختلف عما وصفه بلويلر. وقد أدرج في تعريفه ما يعتبر اليوم مرض التوحد واضطراب الشخصية الفصامية ومختلف أنواع طيف الفصام واضطرابات ذهانية أخرى.
تم صياغة الكلمة اللاتينية الجديدة التوحد (الترجمة الإنجليزية autism) بواسطة بلولر في يوليو 1910. استخدمها لأول مرة في الطباعة لوصف أحد أعراض الفصام في الورقة العلمية "حول نظرية السلبية الفصامية". اشتق كلمة التوحد من الكلمة اليونانية: αὐτός، واستخدمها بمعنى الإعجاب المرضي بالذات، في إشارة إلى "الانسحاب التوحدي للمريض إلى خيالاته، حيث يصبح أي تأثير من الخارج اضطرابًا لا يطاق".
يعتقد بلويلر أن السلوكيات الغريبة للأشخاص الذين يظهرون سلوكًا توحديًا ترجع إلى انخراطهم في خيالاتهم الشخصية بدلاً من العالم كما هو. كان يعتقد أنهم يعتمدون على حالة ذهنية في مرحلة الطفولة المبكرة لم تكن قادرة على تكوين نظرية للعقل.

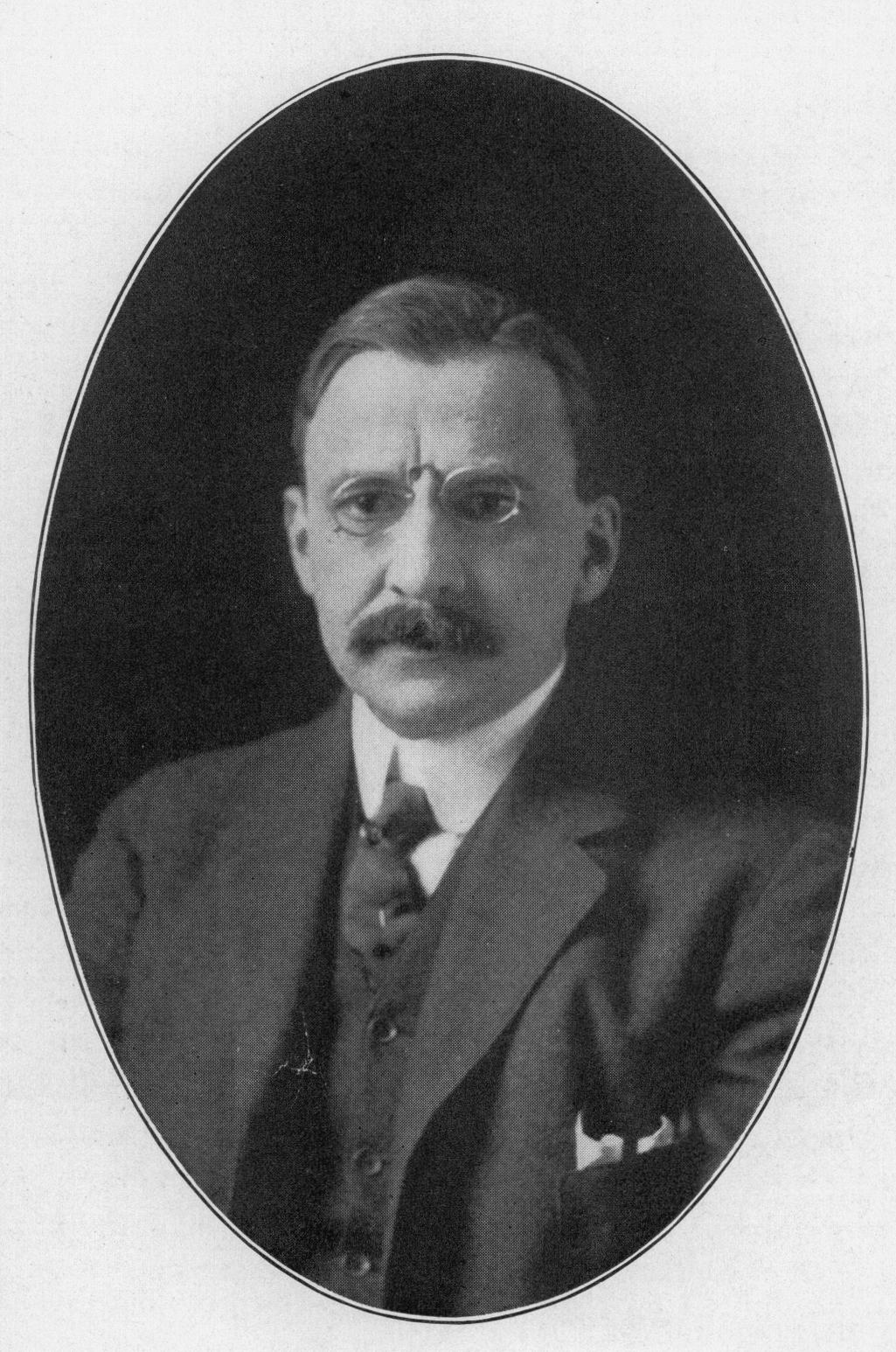
قام أغسطس هوش بتعريف نوع الشخصية المنغلقة.

### أغسطس هوش: الشخصية المنعزلة
في ورقتين تم تقديمهما للعامة لأول مرة في نوفمبر 1908 ومايو 1910، ونشرتا في عامي 1909 و1910 على التوالي، قام طبيب الأمراض النفسية السويسري الأمريكي أغسطس هوش من معهد نيويورك للطب النفسي بتعريف مفهوم الشخصية المنعزلة. تميزت بالتحفظ والانطواء والخجل وتفضيل العيش في عوالم خيالية، من بين أمور أخرى. وقال هوتش أيضًا إنهما كانا "يعانيان من غريزة جنسية غير متوازنة [و] علاقات حب غير مثمرة بشكل لافت للنظر". تم التعرف على هذه الشخصية لأن نسبة كبيرة من المرضى المصابين بالخرف المبكر أظهروا سلوكًا انطوائيًا قبل ظهور أعراض أكثر خطورة.

### حقوق الطفل
في عام 1913، صدر قانون القصور العقلي في إنجلترا وويلز، مما يضمن الرعاية المؤسسية لجميع الأطفال الذين تم تحديدهم على أنهم "مصابون بعيوب عقلية".

### غانوشكين وكريبيلين

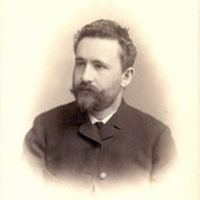
قام إميل كريبيلن بتعريف نوع الحرف غريب (الشاذ).

كل من ورقة الطبيب النفسي الروسي بيوتر جانوشكين عام 1914 بعنوان "حالة مسألة الدستور الفصامي"، ونوع غريب الأطوار (verschrobene) من الطبعة الثامنة من كتاب الطب النفسي لإميل كريبيلن (1915)، تفصيل أنواع الشخصيات التي اعتبرتها جرونيا سوخاريفا لاحقًا انفصامية.
يكتب كريبيلين عن مجموعة من المرضى، لم تُفهم بعد بشكل كافٍ، قد يتمتعون بذكاء عالٍ، لكنهم "شاردو الذهن، ونسيان، وتذبذب في قدراتهم الفكرية". إنهم غريبو الأطوار بمعنى أنهم يميلون إلى تبني "أفكار مُبالغ فيها وغير واقعية"، ولديهم أسلوب تعبير مُشتت أو مُربك، ويميلون إلى عدم التكيف مع تجارب الآخرين، وبدلًا من ذلك "ينشغلون بخطط يائسة تمامًا وخارجة عن المألوف".
في حين رأت سوخاريفا ارتباطًا قويًا بين نوع كريبيلين غريب الأطوار والأطفال الذين رأت نمطًا مشتركًا بينهم، فإن وصف كريبيلين يمكن أن يصف أيضًا العديد من الأشخاص في طيف الفصام.

### مقدمة لمصطلح الفصامي
بدأ استخدام مصطلح "الفصامي" قبل عام 1920 بقليل. استخدام لوصف الأشخاص الذين يعانون من أعراض مشابهة لأعراض "الفصام"، ولكنها لم تكن واضحة بنفس القدر.
تم توسيع بحث الطبيب النفسي الألماني من جامعة توبنغن، إرنست كريتشمر، عام 1921 بعنوان "اللياقة البدنية والشخصية" في عام 1922. نُشرت هذه النسخة الموسعة ككتاب "اللياقة البدنية والشخصية" باللغة الإنجليزية في عام 1925، واستخدمت مصطلحي "الفصامي" و "الفصامي" (الأخير يشبه الفصامي، ولكنه أكثر عصبية). وقد أدرج المزاج الفني الانفصامي كأحد نوعين من العبقرية، وعرّف المزاج الانعزالي الاجتماعي بأنه نوع من الشخصية.

في عام 1924، قال بلويلر أن الأشخاص المصابين بالفصام هم:
منغلقون، متشككون، غير قادرين على المناقشة، أشخاص يشعرون بالكسل في نفس الوقت، أشخاص يسعون بطريقة ضيقة إلى تحقيق أغراض غامضة، محسنون للكون، إلخ.

في هذا الوقت، اعتقد بلولر أيضًا أن كل شخص لديه عنصر انفصامي، وكتب "لدى كل رجل عنصر متناغم [متناغم مع بيئته] وعنصر انفصامي واحد، ومن خلال الملاحظة الدقيقة يمكن للمرء تحديد قوته واتجاهه".

### كارل يونغ: الانطواء

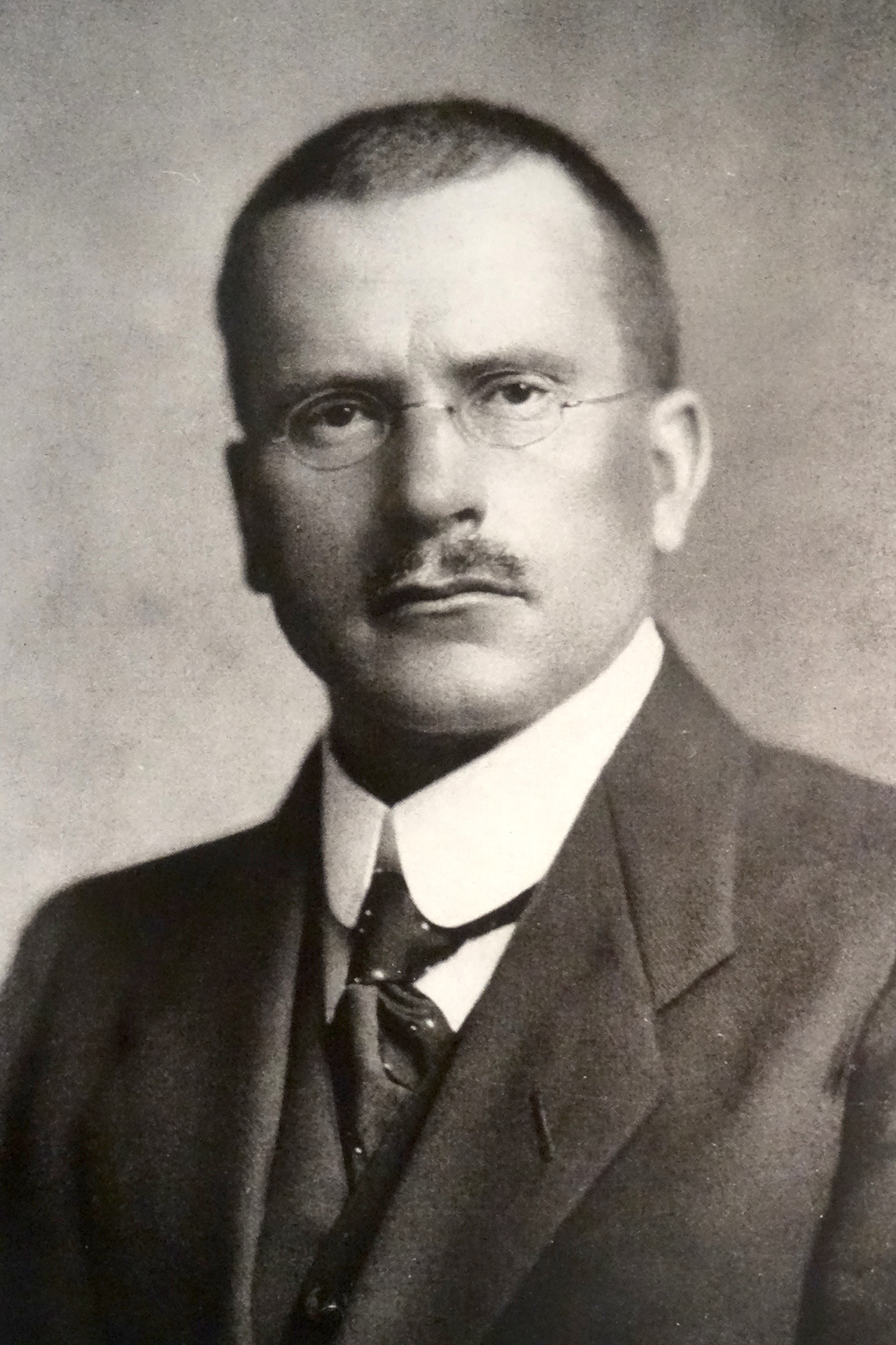
لقد صاغ كارل يونغ مصطلح الانطوائية.

في سبتمبر 1909، استخدم الطبيب النفسي السويسري كارل يونغ مصطلح الانطواء في محاضرة في جامعة كلارك. نُشرت نسخة من هذه المحاضرة بعد ذلك مع محاضرتين أخريين في إحدى المجلات عام 1910، وكانت هذه هي المرة الأولى التي يظهر فيها المصطلح مطبوعًا. في المحاضرة ذكر أن الحب الذي يكون "انطوائيًا" "يتحول إلى الداخل في الموضوع وهناك ينتج نشاطًا خياليًا متزايدًا". كان يونج قد عمل في وقت سابق تحت قيادة بلويلر في بورغولزلي.
نُشر كتاب كارل يونغ الأنواع النفسية عام 1921 تحت عنوان أنواع الشخصية باللغة الإنجليزية عام 1923. ووصف "الانطوائي" بالتفصيل لأول مرة. (تم نشر طبعات جديدة مختلفة حتى عام 1949).
وقد أعطى يونج تعريفًا أكثر إيجازًا للنوع الانطوائي في فبراير 1936، في ورقته البحثية "الأنماط النفسية" (الأنماط النفسية). وقد شملت:
ينعزل عن الأحداث الخارجية، ولا يشارك فيها، ويكره المجتمع بشدة بمجرد أن يجد نفسه بين الكثيرين. في التجمعات الكبيرة، يشعر بالوحدة والضياع. كلما زاد الازدحام، زادت مقاومته. ليس منسجمًا مع الآخرين إطلاقًا، ولا يحب التجمعات الحماسية. ليس بارعًا في الاختلاط. يفعل ما يفعله بطريقته الخاصة، متحصّنًا نفسه ضد التأثيرات الخارجية. يميل إلى الظهور بمظهر غريب، وكثيرًا ما يبدو عليه الخجل، وكثيرًا ما يحدث أنه، بفظاظة في سلوكه، أو بصعوبة في التعامل، أو بسوء تصرف في بعض الكلمات، يُسبب إهانةً غير مقصودة للناس...

سيلاحظ هانز آسبرجر لاحقًا أوجه تشابه بين انطوائية يونج ومفهومه عن التوحد.

### المجلس الدولي لتعليم الأطفال الاستثنائيين
تأسس المجلس الدولي لتعليم الأطفال الاستثنائيين في الولايات المتحدة في 10 أغسطس 1922. أسست المجموعة من قبل المعلمة الأمريكية إليزابيث فاريل لجمع معلمي الأطفال ذوي الإعاقة. أصبحت المجموعة فيما بعد تُعرف باسم مجلس الأطفال الاستثنائيين.

### موريتز ترامر
في عام 1924، نشر الطبيب النفسي النمساوي السويسري موريتز ترامر بحثًا بعنوان "الموهوبون من جانب واحد والأغبياء الموهوبون" (Einseitig Talentierte und Begabte Schwachsinnige). لقد وصف العلماء الأغبياء. ادعى ليو كانر لاحقًا أن عمل ترايمر في مجال التوحد كان بمثابة سابقة لعمله الخاص.

## البحث الرائد والإبادة الجماعية (1925-1945)

### جرونيا سوخاريفا
كانت طبيبة الأطفال السوفيتية جرونيا سوخاريفا (Груня Сухарева) أول من وضع تعريف شامل لما يُعتبر الآن مرض التوحد. ولدت في كييف لعائلة يهودية، وعملت في الفترة ما بين عامي 1917 و1921 في مستشفى للأمراض النفسية في كييف. في عام 1921، أسست مدرسة للأطفال الذين يعانون من مشاكل نفسية في قسم الأمراض النفسية العصبية للأطفال في موسكو، وعملت هناك لبعض الوقت. كان يشرف عليها ميخائيل جورفيتش، الذي عمل سابقًا تحت إشراف إميل كريبيلن.
في عام 1925 نشرت ورقة بحثية رائدة تحتوي على ست دراسات حالة ووصفًا مفصلاً لاضطراب الشخصية الفصامية عند الأطفال، بعنوان "الاعتلال النفسي الفصامي في مرحلة الطفولة". عدل هذا الكتاب قليلاً ونشره باللغة الألمانية في عام 1926 تحت عنوان "الاعتلال النفسي الفصامي في مرحلة الطفولة" (Die schizoiden Psychopathien im Kindesalter). يتوافق تعريفها بشكل جيد مع تعريف اضطراب طيف التوحد في الدليل التشخيصي والإحصائي للاضطرابات العقلية (DSM-5).
1. نوع غريب من التفكير، يميل إلى التجريد والتخطيط. وهذا يقترن في كثير من الأحيان بالميل إلى التفكير والانخراط في التفكير السخيف. وهذا الأخير غالبا ما يجعلهم ينظرون إلى أنفسهم على أنهم غريبو الأطوار.
2. الموقف التوحدي. بقي جميع الأطفال في هذه المجموعة منعزلين عن بيئتهم، وتكيفوا مع بيئتهم بصعوبة ولم يندمجوا فيها بشكل كامل أبدًا. تصبح الحالات 1 و2 و3 على الفور موضع سخرية عامة بين الأطفال الآخرين عند قبولهم في المدرسة. الحالتان 4 و 5 لم تكن لهما أي سلطة بين زملائهم في الفصل، وتم تسميتهما بـ "الآلات الناطقة"، على الرغم من أن مستواهما العام جعلهما متفوقين بشكل كبير على بقية الأطفال. حتى الحالة 6 كانت تتجنب صحبة الأطفال، الأمر الذي سبب لها صدمة نفسية. يمكن ملاحظة الميل إلى الوحدة والخوف من الناس لدى جميع هؤلاء الأطفال منذ الطفولة المبكرة فصاعدًا؛ فهم يبقون منفصلين عن الآخرين، ويتجنبون اللعب مع الآخرين، ويفضلون القصص الخيالية والحكايات الخرافية.
3. في منطقة الغدة الزعترية، هناك تسطح وسطحية معينة في المشاعر (الحالات 2، 3، 5). غالبًا ما يتم الجمع بين هذا وبين ما وصفه كريتشمر بالشخصية الجمالية.
4. المميزات الخاصة:
  1. الميل إلى الأتمتة (الحالات 1، 2، 3، 4 و 6)، والذي يتم التعبير عنه بالالتزام بالعمل الذي تم البدء فيه. إن نفسيتهم الجامدة تجد صعوبة في التكيف مع الجديد.
  2. الأفعال السخيفة الاندفاعية (الحالات 1، 2، 3)،
  3. السلوك السخيف، والميل إلى القافية، وإنشاء كلمات جديدة نمطية (الحالات 1، 2، 3، 5).
  4. الميل إلى حالات الوسواس القهري (الحالات 1، 2، 3، 4) و
  5. زيادة قابلية التأثر (الحالات 1 و3 و6).
5. يمكن ملاحظة قصور حركي واضح: عدم الاتزان، زاوية الحركات، العديد من الحركات الزائدة، الحركة المتزامنة (الحالات 1، 2، 3 و 4). عدم كفاية تعبيرات الوجه والحركات التعبيرية (الحالات 1 و4 و5)، والوضعية المتراخية (الحالات 2 و4 و6)، والخصائص اللغوية، والكلام غير المنظم بشكل كافٍ (الحالات 1 و2 و3).[66]

وخلصت سوخاريفا إلى أن "هناك مجموعة من اضطرابات الشخصية التي تشترك صورتها السريرية في بعض السمات مع مرض الفصام، ولكنها تختلف اختلافًا عميقًا عن مرض الفصام من حيث مسبباته". وفي سياق التكهنات حول مسببات هذه الحالة، أرجعت ذلك إلى "خلل خلقي في تلك الأنظمة التي تتأثر أيضًا بالفصام".
شهد عام 1927 نشرها لمقال خصائص المرضى النفسيين الفصاميين عند الفتيات (Die Besonderheiten der schizoiden Psychopathien bei den Mädchen)، والذي ركز على الفتيات المصابات بهذه الحالة. ووجدت أن هناك خمسة اختلافات رئيسية مرتبطة بالجنسين. (قامت المترجمة النيوزيلندية شارلوت سيموندز بترجمة هذه الورقة إلى اللغة الإنجليزية في عام 2020.)
في عام 1930، نشرت سوخاريفا الورقة البحثية هيكل المشكلة والديناميكية والدستور الثالث النفسي (shizoidnye formy) (حول مشكلة بنية وديناميكيات الاعتلال النفسي الدستوري لدى الأطفال (الشكل الفصامي)). تمت ترجمته إلى الإنجليزية بواسطة ويليام نيو وهريستو كيوتشوكوف في عام 2022. وفي هذه الورقة، لاحظت وجود اضطرابات نفسية حركية، واضطرابات في العواطف والاستجابات العاطفية، ومشاكل في العمل الترابطي والتفكير.
بين عامي 1932 و1936، نشرت سوخاريفا العديد من الأوراق البحثية حول مرض انفصام الشخصية لدى الأطفال. وتشير في إحدى الدراسات إلى أنه حتى منذ الطفولة المبكرة، أظهر هؤلاء الأطفال "افتقارًا إلى القدرة على التكيف مع الحياة الجماعية، ونوعًا معينًا من التوحد وعدم الموثوقية".
في عام 1939، نشرت سوخاريفا مجموعة الكتب الثلاثة "محاضرات سريرية عن الطب النفسي للأطفال"، (محاضرات سريرية عن الطب النفسي للأطفال). المجلد الثاني يتضمن نتائجها حول الأطفال المصابين بالفصام/الانفصام. نُشرت طبعات جديدة في عامي 1959 و1965.
في حين أن كتابات سوخاريفا كانت تُقرأ وتُشار إليها من قبل باحثي علم نفس الطفل الأمريكيين مثل لويز ديسبرت، وتشارلز برادلي، وليو كانر في ثلاثينيات وأربعينيات القرن العشرين، إلا أن عملها أصبح غير معروف إلى حد كبير في العالم الأنجلوسكسوني وأوروبا الغربية بعد ذلك.
ولم تصبح سوخاريفا معروفة في الغرب إلا بعد ذلك بكثير. في سبتمبر 1996، نشرت طبيبة الأطفال البريطانية سولا وولف ترجمتها لورقة جرونيا سوخاريفا لعام 1925، مما أدى إلى بدء عملية زيادة الوعي بعمل سوخاريفا في الغرب.

### أكتيون تي4
ينعزل عن الأحداث الخارجية، ولا يشارك فيها، ويكره المجتمع بشدة بمجرد أن يجد نفسه بين الكثيرين. في التجمعات الكبيرة، يشعر بالوحدة والضياع. كلما زاد الازدحام، زادت مقاومته. ليس منسجمًا مع الآخرين إطلاقًا، ولا يحب التجمعات الحماسية. ليس بارعًا في الاختلاط. يفعل ما يفعله بطريقته الخاصة، متحصّنًا نفسه ضد التأثيرات الخارجية. يميل إلى الظهور بمظهر غريب، وكثيرًا ما يبدو عليه الخجل، وكثيرًا ما يحدث أنه، بفظاظة في سلوكه، أو بصعوبة في التعامل، أو بسوء تصرف في بعض الكلمات، يُسبب إهانةً غير مقصودة للناس.

ظهر التعبير الألماني " الحياة التي لا تستحق الحياة " لأول مرة مطبوعة في كتاب عام 1920، جواز إهلاك حياة لا تستحق الحياة (Die Freigabe der Vernichtung Lebensunwerten Lebens). كان مؤلفا الكتاب، القانوني الألماني كارل بايندنك والطبيب النفسي ألفريد هوج، يعتقدان أن بعض الأشخاص الأحياء الذين يعانون من تلف في الدماغ وإعاقة ذهنية وأمراض نفسية كانوا "أمواتاً عقلياً" و"ثقلاً بشرياً" و"قشوراً فارغة من البشر". اعتقدوا أن قتل مثل هؤلاء الأشخاص أمر مفيد.
وبالمثل كان التفكير النسلي شائعًا في ذلك الوقت في أوروبا وأميركا الشمالية. اعتقد كل من إميل كريبيلن ويوجين بلويلر أن الأشخاص الذين يعانون من حالات وراثية شديدة الإعاقة لا ينبغي لهم التكاثر. تبنى حزب العمال الوطني الاشتراكي الألماني الفكر اليوجيني، وتمكن من الوصول إلى السلطة في ألمانيا في مارس 1933.
في يوليو 1933، أقروا " قانون منع الأبناء المصابين بأمراض وراثية ". وقد نصت على التعقيم الإجباري للأشخاص الذين يعانون من حالات إعاقة يُعتقد أنها وراثية، مثل "العجز". تم تطبيق القانون من قبل وزارة الداخلية تحت قيادة فيلهلم فريك من خلال محاكم الصحة الوراثية الخاصة (Erbgesundheitsgerichte)، والتي قامت بفحص نزلاء الملاجئ والمدارس الخاصة وغيرها من المرافق لاختيار من سيتم تعقيمهم.  ويقدر أن 360 ألف شخص تم تعقيمهم بموجب هذا القانون بين عامي 1933 و1939.
في أغسطس 1939، طُلب من الممرضات الألمانيات تحديد الأطفال الصغار ذوي الإعاقات الذهنية. منذ سبتمبر/أيلول، بدأ الحكم على هؤلاء الأطفال بالإعدام سراً. وسرعان ما تم توسيع نطاق هذا الحكم ليشمل الأطفال الأكبر سنا والبالغين والأشخاص ذوي الإعاقات العديدة الأخرى. وقد عُرفت سياسة الموت هذه فيما بعد باسم أكتيون تي4. في البداية، تم إطلاق النار على الضحايا من قبل أينزاتسغروبن وآخرين. في يناير 1940، بدأ إرسالهم إلى ستة مراكز قتل (Tötungsanstalt) حيث تم قتلهم بالحقنة القاتلة، وفي وقت لاحق غرف الغاز. كما تم استخدام شاحنات الغاز أيضًا.  
كانت العملية T4 بقيادة الألمانيين فيليب بوهلر (بيروقراطي) وكارل براندت (طبيب).
في أغسطس 1941، أدى الاستهجان العام الألماني ضد عمليات القتل شبه السرية هذه إلى إنهاء البرنامج رسميًا. ومع ذلك، استمرت أهدافها في السعي بهدوء حتى نهاية الرايخ الثالث في عام 1945.
من عام 1939 حتى عام 1945 قُتل ما بين 275 ألفًا إلى 300 ألف شخص في المستشفيات النفسية في الرايخ الألماني (ما يُعرف اليوم بألمانيا والنمسا وجمهورية التشيك وسلوفاكيا ومعظم بولندا). ومن غير المعروف عدد هؤلاء الأشخاص الذين يمكن اعتبارهم مصابين بالتوحد اليوم.
وفي أعقاب الحرب، تمت محاكمة عدد من مرتكبي هذه الجرائم وإدانتهم بجرائم القتل والجرائم ضد الإنسانية في ما أصبح يعرف بمحاكمات القتل الرحيم.

### هانز آسبرجر

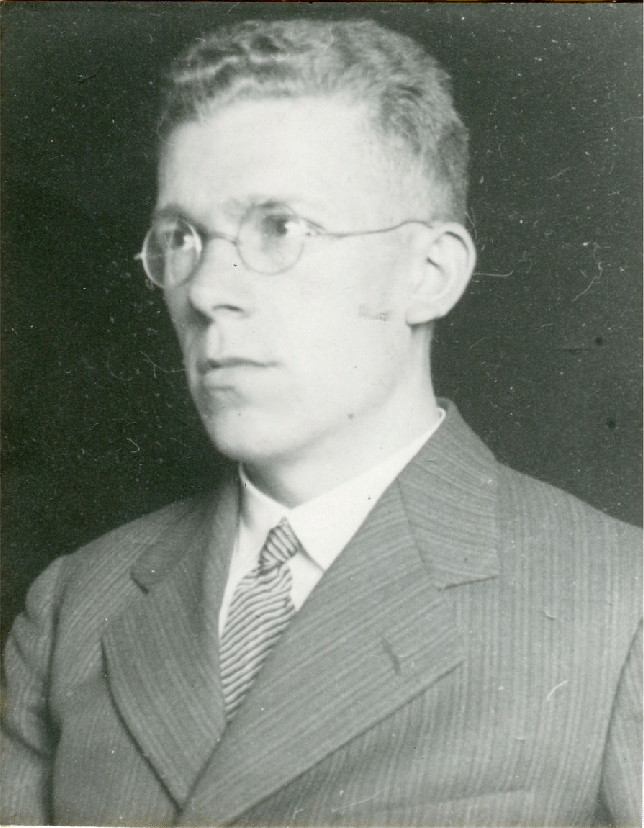
كان هانز آسبرجر أول من نشر اسم التوحد لحالة محددة، وأول من وثق العديد من سمات تلك الحالة.

وُلِد الطبيب النفسي النمساوي هانز آسبرجر في فيينا عام 1906.
في عام 1929، نشر الطبيب النفسي الألماني إريك رودولف يانش (من جامعة ماربورغ) كتابه الأشكال الأساسية للوجود الإنساني (Grundformen menschlichen Seins). قال آسبرجر لاحقًا إن تفكيره في التوحد كان متأثرًا بتفسيره للفصام.
في مايو 1931، انضم أسبرجر إلى عيادة الأطفال بجامعة فيينا، وفي العام التالي انضم إلى قسم التعليم العلاجي. في عام 1935، أصبح أسبرجر رئيسًا للقسم.
في أبريل 1935، نشرت آني فايس ورقة بحثية بعنوان "اختبار الذكاء النوعي كوسيلة للتشخيص في فحص الأطفال المصابين بالاضطراب النفسي"، والتي تتضمن دراسة حالة عن صبي مصاب بالتوحد. في أغسطس من ذلك العام، هاجر اليهودي فايس من أوروبا إلى الولايات المتحدة. ثم عملت في مستشفى جونز هوبكنز في بالتيمور.
في عام 1934، نشر فرانكل ورقة بحثية بعنوان "الأمر والطاعة"، والتي حددت مجموعة من الأطفال الذين يعانون من صعوبات لغوية معينة اعتبرها البعض فيما بعد مصابين بالتوحد. وباعتباره يهوديًا، كان فرانكل في خطر بسبب المشاعر النازية المتنامية في بلاده. فغادر فيينا في عام 1937 وهاجر إلى الولايات المتحدة في نوفمبر من ذلك العام. ذهب للعمل مع صديقه ليو كانر في مستشفى جونز هوبكنز.
أصبحت النمسا جزءًا من الرايخ الألماني في مارس 1938، ولكن لم يتم سن جميع قوانينها على الفور.
استخدم آسبيرجر مصطلحي "المريض النفسي التوحدي" و "التوحد" في محاضرة ألقاها في 3 أكتوبر 1938 لوصف نمط رآه في مرضاه وفي أماكن أخرى. نُشرت المحاضرة في وقت لاحق من ذلك العام تحت عنوان الطفل غير الطبيعي عقليًا (Das Psychisch Abnormale Kind). وتضمنت المحاضرة دراستين وتحليلاً. وقد وجهت المجلة تعليماتها إلى مستمعيها وقراءها الذين يغلب عليهم الطابع الفييني، مفادها أن الأشخاص الذين قد يبدون غريبين بعض الشيء قد يكونون أذكياء للغاية أيضاً، وأن معرفة ذلك سوف تصبح مهمة "عندما يدخل " قانون منع الأبناء المصابين بأمراض وراثية " حيز التنفيذ في بلدنا".
في وصفه لنوع معين من الأطفال ذوي الاضطرابات العقلية، كتب أسبرجر عن الصعوبات التي يواجهها العديد من الأطفال المصابين بالتوحد، بما في ذلك "اضطراب العلاقات، والخرق في المهارات الحركية "البحتة"، وضعف الفهم العملي". كما تحدث عن وجود اهتمامات محدودة لدى المصابين بالتوحد.
قدم آسبيرجر أطروحة تأهيلية لما بعد الدكتوراه حول موضوع التوحد إلى جامعة فيينا في أكتوبر 1942، والتي نُشرت مع القليل جدًا من التغييرات في يونيو 1944. تضمنت هذه الورقة البحثية "المرضى النفسيون التوحديون في مرحلة الطفولة" أربع دراسات حالة وتحليلات ذات صلة على مدى 61 صفحة. (نشر لاحقًا نسخة منقحة قليلاً في كتابه المدرسي التعليم الخاص (Heilpädagogik) عام 1952).
حدد آسبيرجر نمطًا سلوكيًا نموذجيًا يُرى بين الأطفال المصابين بالتوحد، وقدم ملخصًا تفصيليًا لملاحظاته. ويخلص إلى أن "الشخصيات الفردية [للأشخاص المصابين بالتوحد] تبرز عن بعضها البعض ليس فقط من خلال درجة اضطراب الاتصال، أو من خلال مستوى القوة الفكرية والشخصية، ولكن أيضًا من خلال السمات الفردية العديدة، والطرق الخاصة في رد الفعل، والاهتمامات الخاصة".
ويوضح آسبرجر أيضًا بالتفصيل عدم قدرته على العثور على سمات التوحد لدى الفتيات الصغيرات.
في إشارة إلى نتائجه التي توصل إليها عام ١٩٣٨، يقول للقراء في الرايخ وخارجه: "نحن مقتنعون إذن بأن للأشخاص المصابين بالتوحد مكانتهم في كيان المجتمع. إنهم يؤدون دورهم على أكمل وجه، ربما أفضل من أي شخص آخر، ونحن نتحدث عن أشخاص واجهوا في طفولتهم أكبر الصعوبات وتسببوا في قلق لا يُوصف لمقدمي الرعاية لهم".
وفيما يتعلق بالسابقات الأكاديمية لعمله، فإن آسبيرجر يعترف في كثير من الأحيان ببليولير، ويقول أيضًا:
هناك بعض أوجه التشابه بين مرضى التوحد النفسيين والشيزوثيميا لدى إرنست كريتشمر، بالإضافة إلى بعض أشكال التفكك لدى إي. آر. جانش، وفوق كل شيء مع "نوع التفكير الانطوائي" لدى يونغ.

وكان أسبرجر على علم بعمل سوتشاريف، وهو ما أكدته الأوراق التي كتبها أسبرجر. ومع ذلك، في بحثه عن "المرضى النفسيين التوحديين"، قام عمدا بحذف المصدر. على الرغم من أن سوتشاريفا كانت يهودية، إلا أن الاستشهاد بها كمصدر لم يكن محظورًا في ألمانيا في ذلك الوقت.
أصبحت الأنماط الخاصة التي حددها أسبرجر فيما بعد تُعرف باسم " متلازمة أسبرجر "، وخاصة تلك التي تختلف عن الأطفال الذين وصفهم ليو كانر فيما بعد.
خدم آسبيرجر النظام الاشتراكي الوطني في ألمانيا في عدد من المناصب. في مناسبات عديدة، دافع علنًا عن شرعية سياسات النظافة العنصرية مثل التعقيم القسري، كما شارك أيضًا في برنامج "القتل الرحيم" للأطفال.
على الرغم من أن العديد من الباحثين المهمين في مجال التوحد الذين ينشرون باللغة الإنجليزية يجيدون اللغة الألمانية، وأن أعماله مذكورة في بعض الأعمال المكتوبة باللغة الإنجليزية، فإن مفهوم أسبرجر للتوحد ظل مجهولاً تقريباً بالنسبة للمتخصصين في علم النفس غير الناطقين بالألمانية لفترة طويلة. كانت التغطية الأكثر تفصيلاً في الأعمال باللغة الإنجليزية مثل كتاب جيرهارد بوش عام 1970، وورقة لورنا وينج عام 1981، وترجمة أوتا فريث لأطروحة أسبرجر عام 1991 خطوات مهمة في حدوث ذلك.

### ليو كانر

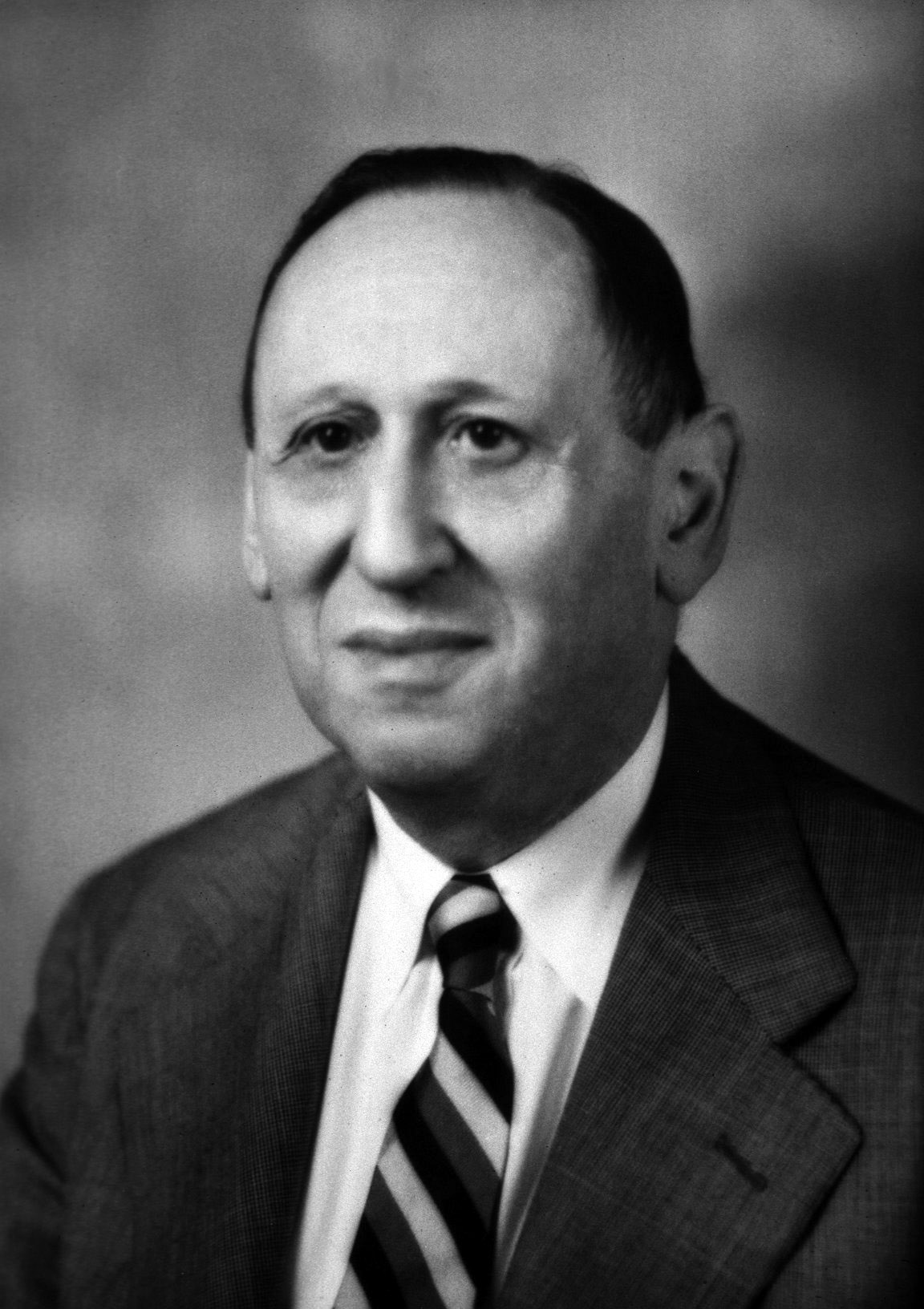
قدم ليو كانر مفهوم التوحد للعديد من الأشخاص في الولايات المتحدة ودول أخرى.

وُلِد ليو كانر عام 1894 لعائلة يهودية في ما يُعرف اليوم بأوكرانيا، وما كان يُعرف آنذاك بالإمبراطورية النمساوية المجرية. ثم ذهب للدراسة والعمل في برلين. ثم هاجر إلى الولايات المتحدة في عام 1924.
في عام 1930، تم إنشاء أول عيادة لطب الأطفال النفسي في الولايات المتحدة في مستشفى جونز هوبكنز، وتم تعيين كانر لإدارتها. في عام 1933، أصبح كانر أستاذًا مشاركًا في الطب النفسي بجامعة جونز هوبكنز.
في مايو 1933، نشر الطبيب النفسي الأمريكي هوارد بوتر، (المدير المساعد لمعهد نيويورك للأمراض النفسية والمستشفى)، بحثًا بعنوان "الفصام عند الأطفال". حدد بوتر ستة معايير تشخيصية للفصام عند الأطفال، والتي قال كانر لاحقًا إنها كانت مهمة عند التفكير في مرض التوحد:
1. انسحاب عام للمصالح من البيئة.
2. التفكير والشعور والتصرف الديريتسي.
3. اضطرابات في الفكر تتجلى من خلال الحجب، والرمزية، والتكثيف، والمثابرة، وعدم التماسك والتضاؤل، وفي بعض الأحيان تصل إلى حد البكم.
4. خلل في التوافق العاطفي.
5. انخفاض وتصلب وتشويه التأثير.
6. تغيرات في السلوك مع زيادة في الحركة مما يؤدي إلى نشاط مستمر، أو نقص في الحركة مما يؤدي إلى عدم الحركة التامة أو السلوك الغريب مع الميل إلى المثابرة أو النمطية.

في عام 1934، نشرت الطبيبة النفسية السوفيتية إيفغينيا جريبيلسكايا-ألباتز (Евгения Гпельская-Альбац) من موسكو ورقة بحثية بعنوان "في عيادة الفصام في مرحلة الطفولة المبكرة" (Zur Klinik der Schizophrenie des frühen Kindesalters). لقد قسمت الأشخاص الذين يعانون من "الفصام" في مرحلة الطفولة إلى مجموعتين، أولئك الذين يتمتعون بذكاء ضمن النطاق الطبيعي، وأولئك الذين يتمتعون بذكاء أقل من المتوسط. قالت كانر لاحقًا إنها كانت واحدة من الأشخاص الثلاثة الذين حددوا مرض التوحد قبل أن يفعل ذلك.
نشر ليو كانر أول كتاب أمريكي عن الطب النفسي للأطفال في عام 1935، بعنوان الطب النفسي للأطفال. (بينما تقول العديد من المصادر أنه نشر أول كتاب باللغة الإنجليزية من هذا النوع، فإن كانر نفسه يعزو هذا إلى ويليام أيرلاند).
في عام 1937، نشر طبيب الأمراض النفسية السويسري جاكوب لوتز من جامعة زيورخ كتابًا قصيرًا يستعرض المواد المتاحة حول مرض انفصام الشخصية لدى الأطفال، بما في ذلك أعمال سوخاريفا، وبوتر، وجريبيلسكايا ألباتز وآخرين. وقد أعيد نشره في مجلة لاحقًا في عام 1937. قام لوتز بزيارة قسم كانر في جامعة جونز هوبكنز في أوائل عام 1938. كما قام لوتز بنشر فصل حول هذا الموضوع في كتاب في ذلك العام. اعترف كانر لاحقًا بتأثير لوتز على عمله.
في يونيو 1938، نشرت الطبيبة النفسية الأمريكية لويز ديسبرت من معهد نيويورك للطب النفسي بحثًا بعنوان الفصام عند الأطفال. وقد شملت دراسات حالة لأشخاص تم تحديدهم لاحقًا على أنهم مصابون بالتوحد. وأشارت الورقة إلى باحثين هما سوخاريفا وجريبيلسكايا ألباتز. وقد اقترح أن هذه الورقة كان لها تأثير كبير على كانر. كما ادعى كانر لاحقًا أن عمل ديسبرت في مجال التوحد كان بمثابة سابقة لعمله الخاص.
بحلول هذا الوقت، كان اثنان من زملاء أسبرجر المقربين، الطبيب النفسي (وصديق كانر) George Frankl [الإنجليزية] وعالمة النفس آني فايس، كانا يعملان الآن في جامعة جونز هوبكنز، بعد أن فروا من النازيين.
زار ليو كانر الطفل المصاب بالتوحد دونالد تريبلت لأول مرة في 27 أكتوبر 1938. وقال كانر في وقت لاحق إن هذه كانت المرة الأولى التي يرى فيها نمط التوحد.
في أبريل 1941، قدم كانر ورقة بحثية بعنوان "الاضطرابات التوحدية في الاتصال العاطفي" إلى مؤتمر للموظفين في عيادة هنري فيبس للطب النفسي في بالتيمور. سيتم نشر هذا في أبريل 1943. وتضمنت صفحاتها الـ 34 دراسات حالة لإحدى عشر طفلاً وعائلاتهم الذين لديهم أشياء معينة مشتركة. ولم يستخدم مصطلح التوحد كاسم لحالة الأطفال.
في بحثه، لاحظ نمطًا من الأطفال الذين يعانون من الفصام في مرحلة الطفولة لديهم "مزيج من التوحد الشديد، والهوس، والنمطية، والصدى الصوتي..." والذي يختلف كثيرًا عن الأشخاص الآخرين الذين يعانون من الفصام في مرحلة الطفولة. ويشير أيضًا إلى أن هؤلاء الأطفال غالبًا ما يُظهرون "رغبة قوية في الوحدة والتشابه..." وأن "الأطفال الذين تتراوح أعمارهم بين السادسة والثامنة لا يلعبون مع الأطفال الآخرين، بل يلعبون معهم". ويضيف أن "مهارة القراءة تُكتسب بسرعة، لكن الأطفال يقرؤون بوتيرة رتيبة، ويُشاهدون القصة أو الصورة المتحركة في أجزاء منفصلة بدلًا من قراءتها بكاملها المتماسك..."
كذلك، «في المجموعة بأكملها، يوجد عدد قليل من الآباء والأمهات ذوي القلوب الدافئة. في الغالب، يكون الآباء والأجداد والأبناء منشغلين بشدة بالمفاهيم المجردة ذات الطبيعة العلمية أو الأدبية أو الفنية، ومحدودي الاهتمام الحقيقي بالناس.»
لا تزال جميع الخصائص الموصوفة في هذه الورقة تقريبًا، ولا سيما "الوحدة التوحدية" و"الإصرار على التشابه"، تعتبر من السمات النموذجية لاضطراب طيف التوحد. ومن المحتمل أيضًا أن تكون هذه هي المرة الأولى التي تُستخدم فيها عبارة " الاهتمام الخاص " في المطبوعات في سياقها الحديث المتعلق بالتوحد.
وأما سبب الحالة فهو:
علينا أن نفترض، إذن، أن هؤلاء الأطفال جاءوا إلى العالم مع عجز فطري عن تكوين الاتصال العاطفي المعتاد الذي توفره لهم الظروف البيولوجية مع الناس، تماماً كما يأتي الأطفال الآخرون إلى العالم وهم يعانون من إعاقات جسدية أو فكرية فطرية.

تم صياغة مصطلح متلازمة كانر في وقت لاحق لوصف حالة الأطفال، وخاصة لتمييزهم عن الأعراض المختلفة لأطفال أسبرجر. وقد عُرفت هذه المتلازمة أحيانًا أيضًا باسم التوحد الكلاسيكي.
نشر جورج فرانكل، زميل كانر وأسبرجر، ورقة بحثية بعنوان "اللغة والاتصال العاطفي" في نفس طبعة المجلة مثل ورقة كانر عام 1943. يصف أنواعًا مختلفة من مشاكل الكلام التي يعاني منها الأطفال. وعلى وجه الخصوص، حدد مجموعة من الأطفال الذين يعانون من اضطرابات في الكلام، والذين يتم تعريفهم بأنهم "يفتقرون إلى الاتصال مع الأشخاص"، والتي يمكن اعتبارها مجموعة مصابة بالتوحد. إن الدور الدقيق الذي لعبه فرانكل في تطوير مفهوم التوحد ليس واضحًا.
في سبتمبر 1944، نشر كانر بحثًا بعنوان "التوحد الطفولي المبكر"، مما أعطى حالته التي تم تحديدها حديثًا اسمًا جديدًا. تحتوي الورقة على الكثير من التشابه مع ورقة كانر لعام 1943. لقد تضمنت دراستي حالتين فقط، لكنها تضمنت مقدمة أكثر تفصيلاً.
كتب كانر بحثين آخرين عن التوحد في أربعينيات القرن العشرين.

### أبحاث أخرى
في عام 1925، نشر سانتي دي سانكتيس ورقة بحثية أخرى حول "الخرف المبكر".
أصدر الطبيب النفسي للأطفال الألماني أوغست هومبرجر كتاب محاضرات عن الأمراض النفسية لدى الأطفال (Vorlesungen über Psychopathologie des Kindesalters) في عام 1926، والذي تضمن فصلًا بعنوان "الفُصام" (Die Schizophrenie). وقد اقتبس تشارلز برادلي منه على نطاق واسع في وقت لاحق.
قدم الطبيب النفسي الروسي الفرنسي يوجين مينكوفسكي أطروحته في عام 1926، بعنوان "مفهوم فقدان الاتصال بالواقع وتطبيقاته في علم النفس المرضي" (La notion de perte de contact avec la réalité et ses apps en psychopathology). اعتقد أن التوحد هو فقدان المريض للاتصال بالواقع، وهو المكون الأساسي لمرض "الفصام". كان يعتقد أن التوحد نوعان، "غني" (مليء بالخيال/الذهان) و"فقير" (مع القليل من الأفكار والمشاعر). وعلى النقيض من بلوير، فقد اعتقد أن الغالبية العظمى من حالات التوحد كانت من النوع "الفقراء".
نشر ر. نيدنثال مقالة بعنوان "الفصام في مرحلة الطفولة" في عام 1932. وقد خصصت لتحديد أعراض مرض الفصام عند الأطفال.
في عام 1934، نشر موريتز ترامر مقالة بعنوان "الصمت الاختياري عند الأطفال"، وهو ما أدى إلى صياغة مصطلح الصمت الاختياري.
خلال هذه الفترة، أصبح مصطلح التوحد مستخدمًا على نطاق واسع، مع مجموعة متنوعة من المعاني ذات الصلة.
في عام 1936، نشر عالم النفس السويسري جان بياجيه لأول مرة مقالاً عن التركيز، القدرة على التركيز على جانب واحد بارز فقط من موقف ما.
في ديسمبر 1937، قدمت الطبيبة النفسية البريطانية ميلدريد كريك من مستشفى مودسلي بحثًا بعنوان "الذهان عند الأطفال". وقد حدد جزء منه مجموعة من خمسة أطفال يمكن اعتبارهم اليوم مصابين بالتوحد. نُشرت الورقة في مارس 1938.
في عامي 1939 و1940، نشر الطبيب النفسي الهولندي ألفونس كورس من معهد نايميخن لعلم الأطفال زوجًا من الأوراق البحثية التي تصف الأطفال المصابين بالتوحد والفصام، والذين يُعتبرون اليوم مصابين بالتوحد. في أواخر عام 1938 أو أوائل عام 1939، أنشأ المعهد فئة لطلابه الأطفال تسمى "التوحديين"، والتي تمثل أولئك الذين كانوا أنانيين بشكل خاص. (سيتم شرح عمل المعهد مع المصابين بالتوحد لاحقًا من قبل الأخت الكبرى وعالمة النفس إيدا فراي في هجرها للدكتوراه في عام 1968).
في نوفمبر 1940، نشر طبيبا النفس الأمريكيان لوريتا بيندر والنمساوي الأمريكي بول شيلدر من جامعة نيويورك ومستشفى بيلفيو بحثًا بعنوان "الاندفاعات: اضطراب سلوكي محدد لدى الأطفال". يصف هذا البحث بالتفصيل الأطفال الذين يعانون من ما يمكن اعتباره في السابق هوسًا أحاديًا، ثم يعتبر لاحقًا " اهتمامات خاصة ":
بعد دراسة الاضطرابات الصريحة (الحالتين 3 و4)، أدركنا أن السلوك المماثل لدى الأطفال ليس نادرًا بأي حال من الأحوال. رأينا أطفالًا منشغلين برسومات ذات محتوى جنسي، وآخرين منشغلين برسم الحيوانات. كانوا يستمتعون بأنشطتهم واهتماماتهم، مع أنهم أدركوا من حين لآخر عجزهم عن منعها. نشأت الصعوبات الرئيسية من حقيقة أن سلوكهم أدى إلى صراع مع البيئة المحيطة. يمكن الإشارة إلى هذه الانشغالات، عرضًا، بالهواجس والسلوكيات القهرية. مع ذلك، شعر الأطفال بأنهم يمارسون نشاطًا مثيرًا للاهتمام ومثيرًا للاهتمام، ولم يندموا إلا على عدم فهم الكبار لهم. نقترح مصطلح "الاندفاعات" لهذه الانشغالات والأنشطة. إنها لا تمثل مجرد دافع عابر أو زائل يخترق فجأة الدفاعات والمخاوف الظاهرة؛ إنها انشغالات وأفعال تتصدر تجربة الشخص لأسابيع أو أشهر أو حتى سنوات. الاندفاعات ليست هواجس بالمعنى الدقيق للكلمة. إنهم لديهم شيء مشترك مع اتجاهات الشخصية المهووسة.

نشر الطبيب النفسي الأمريكي تشارلز برادلي من دار إيما بيندلتون برادلي، كتاب الفصام في الطفولة في مارس 1941، والذي وصف بالتفصيل ما يعتبر اليوم مرض التوحد في مرحلة الطفولة. واستشهد بعشرات الباحثين الأوائل الآخرين حول هذا الموضوع، وعلى رأسهم لوتز، وسوخاريفا، وبوتر، وهومبرجر.
في عام 1942، وصفت لوريتا بيندر حالة الفصام لدى الأطفال بأنها "متلازمة محددة"، "مرض على كل مستوى وفي كل مجال من مجالات التكامل ضمن عمل الجهاز العصبي المركزي".

### الأكاديمية الأمريكية لتصحيح النطق
تأسست الأكاديمية الأمريكية لتصحيح الكلام (AASC) في عام 1925، وهي تجمع الأشخاص الذين يعملون على تصحيح مشاكل التواصل الخطيرة التي يعاني منها بعض الأشخاص. وشمل ذلك بعض الأشخاص المصابين بالتوحد. أصبح أخصائيو تصحيح النطق يُعرفون لاحقًا باسم " معالجي النطق " و"أخصائيي أمراض النطق"، من بين مصطلحات أخرى. قامت الجمعية الأمريكية لاضطرابات النطق واللغة والسمع بتغيير اسمها إلى الجمعية الأمريكية لاضطرابات النطق واللغة والسمع (ASHA) في عام 1978. في عام 2022، أشارت مراكز السيطرة على الأمراض والوقاية منها في الولايات المتحدة إلى أن " العلاج التنموي الأكثر شيوعًا للأشخاص المصابين باضطراب طيف التوحد هو علاج النطق واللغة ".
وقد تشكلت هيئات مماثلة في وقت لاحق في أجزاء أخرى من العالم، بما في ذلك كلية أخصائيي النطق في المملكة المتحدة (والتي أصبحت الآن الكلية الملكية لأخصائيي النطق واللغة) في عام 1945، والكلية الأسترالية لأخصائيي النطق (والتي أصبحت الآن كلية أمراض النطق في أستراليا) في عام 1949، وكلية أمراض النطق واللغة والسمع في كندا (SAC).

### نظرية أم الثلاجة
ظهرت نظرية الأم الثلاجة في عام 1949 كتفسير مقبول لمرض التوحد. استندت الفرضية على فكرة ليو كانر بأن السلوكيات التوحدية تنبع من البرود العاطفي، والافتقار إلى الدفء، والسلوك البارد والبعيد والرافض لأم الطفل. عانى آباء الأطفال المصابين باضطراب طيف التوحد من اللوم والذنب والشك الذاتي، خاصة مع تبني المؤسسة الطبية للنظرية وعدم معارضتها إلى حد كبير حتى منتصف الستينيات. في النهاية رفض كانر نفسه هذه النظرية.
وقد عزز هذا المفهوم بحث ودراسة أجراها طبيب النفس البريطاني جون بولبي عام 1951 حول الحرمان الأمومي، وكتاب عالم النفس النمساوي الأمريكي برونو بيتلهايم عام 1967 بعنوان القلعة الفارغة.
نشرت عالمة النفس النمساوية البريطانية آنا فرويد وعالمة النفس البريطانية صوفي دان ورقة بحثية في عام 1951 وجدت أن الظروف القاسية المتمثلة في الحرمان من المودة في معسكرات الاعتقال النازية لم تؤدي إلى الإصابة بمرض التوحد لدى الأطفال. وقد تم استخدام هذا لاحقًا كحجة ضد نظرية الأم الثلاجة.

### رابطة الأطفال المضطربين عاطفياً
تأسست رابطة الأطفال المضطربين عاطفيًا في نيويورك عام ١٩٥٠ على يد عشرين من آباء وأمهات أطفال يعانون من اضطرابات عاطفية، بمن فيهم الطبيب والباحث جاك ماي. وأنشأت المجموعة مدرسة الرابطة في بروكلين عام ١٩٥٣. كان التسجيل مقتصرًا على الأطفال الذين تم تشخيص إصابتهم بـ "الفصام الطفولي". ساعدت المدرسة في إنشاء طريقة جديدة للتدريس، بقيادة المعلم كارل فينيشيل وبمساعدة الأطباء النفسيين ألفريد فريدمان وزيلدا كلابر. في عام 1955، تم تغيير اسمها إلى المنظمة الوطنية للأطفال المصابين بأمراض عقلية. لاحظ ليو كانر في عام 1956 أن المنظمة رعت أبحاثًا "تحاول الكشف عن التشوهات الأيضية والكهربائية الفيزيولوجية" لدى الأطفال المصابين بالتوحد. في عام 1966، أسس فينيشيل مدرسة رابطة بوسطن.

### الحالات المرضية المشتركة التي تم تعريفها حديثًا
ما يعتبر اليوم اضطراب المعالجة السمعية (APD) وصف علميًا لأول مرة من قبل جراح الأنف والأذن والحنجرة الأمريكي صموئيل جوزيف كوبيتزكي في عام 1948. تبع عمله في عام 1954 أوراق بحثية مهمة كتبها جراح الأنف والأذن والحنجرة البريطاني بي إف كينج وعالم النفس الأمريكي هيلمر رودولف مايكلبوست. يعتقد البعض أن اضطراب المعالجة السمعية هو "أحد السمات المميزة الأساسية لاضطراب طيف التوحد"، أو أنه غالبًا ما يكون مصاحبًا لاضطرابات أخرى.

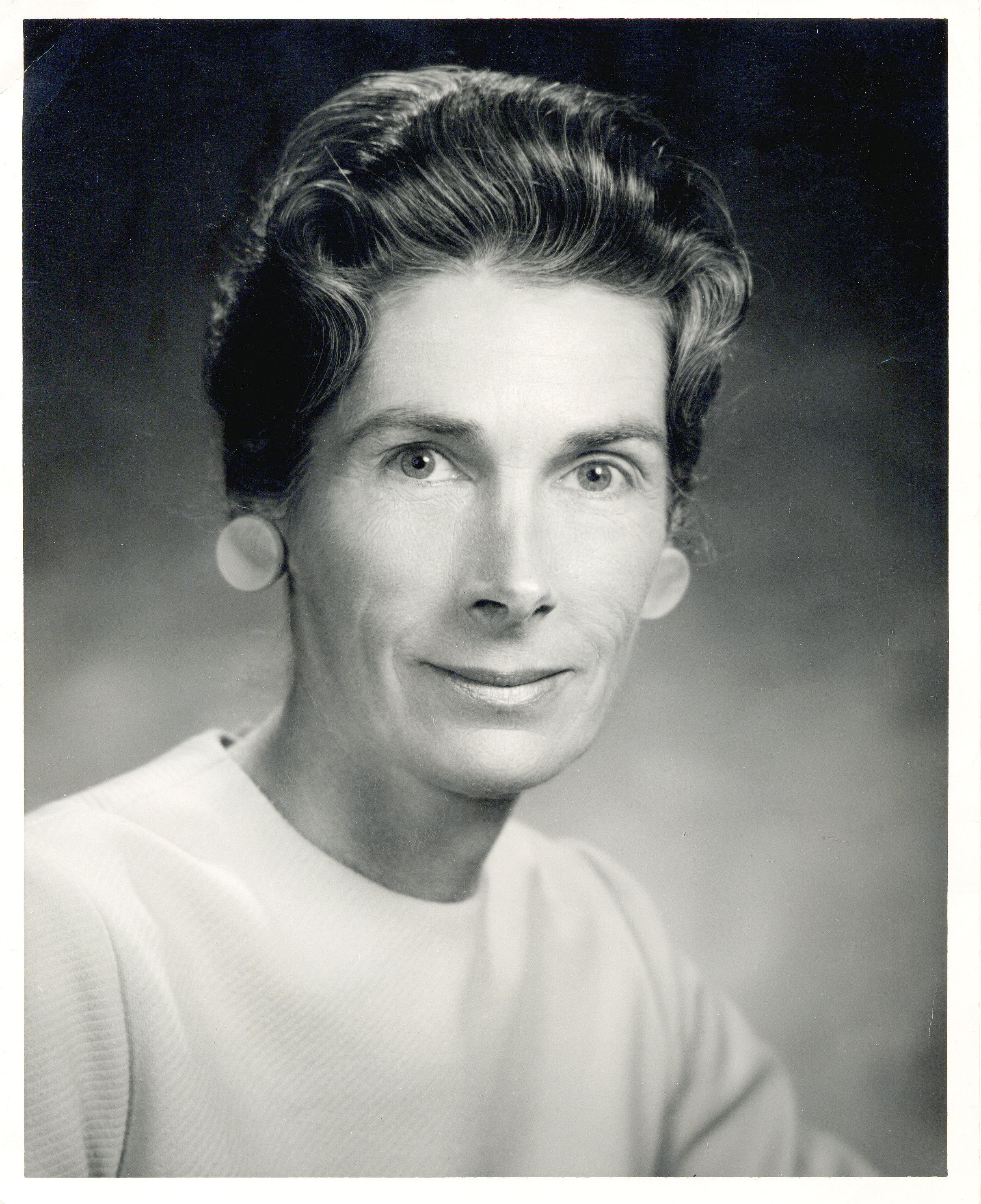
بدأت آنا جين آيرز نظرية التكامل الحسي والعلاج.

اضطراب المعالجة الحسية هو حالة لا تتم فيها معالجة المدخلات متعددة الحواس بشكل كافٍ لتوفير الاستجابات المناسبة لمتطلبات البيئة. لا يزال هذا الاضطراب يحظى بالاعتراف من قبل بعض هيئات العلاج المهني الرئيسية. تشير الدراسات التي أجراها معهد STAR إلى أن ثلاثة أرباع الأطفال المصابين بالتوحد على الأقل يعانون من أعراض كبيرة لهذه الحالة.
حدد طبيب الأمراض النفسية الأمريكي بيتر سيفنيوس أن بعض الأشخاص الذين لا يعانون من إصابات في الدماغ عانوا من فقدان القدرة على التعرف على المشاعر في عام 1967، حيث لم يتمكنوا من التعرف على المشاعر التي يعبر عنها الآخرون.
فرط القراءة هو عندما يتمكن الطفل من القراءة في سن مبكرة. يمكن أن يكون هذا أحد أعراض مرض التوحد، خاصة عندما تكون قدرتهم على القراءة أفضل بكثير من قدرتهم على التحدث. تم صياغة هذا المصطلح من قبل عالمي النفس الأمريكيين نورمان إي. سيلبربيرج ومارجريت سي. سيلبربيرج، ونُشر لأول مرة في سبتمبر 1967.
تم إدراج رد الفعل الحركي المفرط عند الأطفال حديثًا في DSM-II في عام 1968. أصبحت هذه الحالة فيما بعد تُعرف باسم اضطراب نقص الانتباه وفرط النشاط (ADHD). تم وصف أعراضه لأول مرة من قبل الطبيب الألماني ميلكيور آدم فايكارد في عام 1775. أصبح مفهوم فرط النشاط لدى الأطفال أو السلوك الحركي المفرط مفهومًا راسخًا في الولايات المتحدة في ثلاثينيات القرن العشرين. يعاني حوالي 50-70% من الأشخاص المصابين باضطراب طيف التوحد أيضًا من اضطراب فرط الحركة ونقص الانتباه.
تم وضع مفهوم مصطلح فقدان القدرة على التعبير عن المشاعر من قبل بيتر سيفنيوس وزميله الطبيب النفسي الأمريكي جون كيس نيميا في عام 1973. يشير إلى الأشخاص الذين يواجهون صعوبات في فهم المشاعر التي يشعرون بها أو يشعر بها الآخرون. وهذا أمر شائع لدى الأشخاص المصابين بالتوحد، ولكن ليس هذا هو الحال دائمًا. بحلول أوائل العقد الأول من القرن الحادي والعشرين، وجد أن حوالي نصف الأشخاص المصابين بالتوحد لديهم على الأقل بعض سمات عدم القدرة على التعبير عن المشاعر.
تقترح نظرية التكامل الحسي أن المعالجة الحسية مرتبطة بالتنظيم العاطفي، والتعلم، والسلوك، والمشاركة في الحياة اليومية. التكامل الحسي هو عملية تنظيم الأحاسيس من الجسم ومن المحفزات البيئية.
يمكن استخدام العلاج بالتكامل الحسي (SIT) لمساعدة الأطفال الذين يعانون من صعوبات في المعالجة الحسية. تشير مراكز السيطرة على الأمراض والوقاية منها في أمريكا إلى أن هذا العلاج يستخدم مع الأشخاص المصابين بالتوحد "للمساعدة في تحسين الاستجابات للمدخلات الحسية التي قد تكون مقيدة أو ساحقة."

### مساهمات علمية وعلاجية أخرى
نشر ديرك فان كريفيلين مقالة بعنوان "حالة من التوحد المبكر لدى الأطفال" في عام 1952. كانت هذه أول ورقة أوروبية حول "التوحد الطفولي المبكر". وفيها، يلاحظ فان كريفيلين أنه في حين أن هذه الحالة معروفة جيدًا لدى أطباء الأطفال النفسيين في الولايات المتحدة، إلا أنها غير معروفة تقريبًا في أوروبا.
في عام 1952، نشر طبيب النفس البريطاني رونالد فيربيرن مقالة بعنوان "العوامل الانفصامية في الشخصية" كجزء من كتاب. (تم تقديم شكل مبكر منه على شكل محاضرة في نوفمبر 1940). وقد تضمن ذلك اعتقاد فيربيرن بأن النوع الانفصامي يتحدد بـ "(1) موقف القدرة المطلقة، (2) موقف العزلة والانفصال، و(3) الانشغال بالواقع الداخلي"، مع كون الأخير هو الأكثر أهمية على الإطلاق. كان فيربيرن يعتقد أن الناس أصبحوا مصابين بالفصام لأنهم لم يتمكنوا من الحصول على حب الوالدين الذي سعوا إليه عندما كانوا أطفالًا صغارًا. لقد رأى أيضًا أن هناك تكافؤًا بين كون الشخص "انفصاميًا" وكونه "انطوائيًا".
شهد عام 1962 نشر عدد من المنشورات العلمية البارزة حول مرض التوحد: في يناير، نشر تشارلز فيرستر والطبيب النفسي الأمريكي ماريان دي ماير ورقة بحثية بعنوان "طريقة للتحليل التجريبي لسلوك الأطفال المصابين بالتوحد". ربما كانت هذه أول ورقة بحثية توضح كيف يمكن استخدام السلوكية لتعليم الطلاب المصابين بالتوحد. وفي شهر يناير أيضًا، نشر ديرك فان كريفيلين وكريستين كويبرز بحثًا باللغة الإنجليزية حول عمل أسبرجر، بعنوان "الاضطراب النفسي التوحدي".
أيضًا في عام 1962، نشر الطبيب النفسي الألماني جيرهارد بوش كتاب التوحد في مرحلة الطفولة المبكرة: دراسة سريرية وظاهراتية-أنثروبولوجية تعتمد على اللغة (Der Frühkindliche Autismus: Eine Klinische und Phänomenologisch-Anthropologische Unter suchung am Leitfaden der Sprache). ومن بين أمور أخرى، قارنت بشكل موجز بين عمل أسبرجر وكانر واقترحت أن كلا الرجلين وصفا متغيرات من نفس الحالة. في عام 1965، قال كانر أنه قرأ هذا الكتاب. وقد استشهد بها برونو بيتلهيم بشكل كبير في أعماله اللاحقة.
أصدرت العاملة الاجتماعية والمعلمة والكاتبة المسرحية الأمريكية فيولا سبولين كتاب "الارتجال من أجل المسرح في عام 1963، استنادًا إلى عقود من الخبرة في تعليم الناس كيفية التواصل مع بعضهم البعض بشكل أكثر فعالية. يحتوي الكتاب على سلسلة من التمارين لتعليم الناس كيفية فهم أفكار الآخرين حول وضعهم المشترك، وكيفية التعامل معها بشكل فعال. وقد أدى ذلك إلى انطلاق مجموعة ممارسات ألعاب المسرح، والتي تشكل جزءًا مهمًا من العلاج الدرامي. (تم نشر الطبعة الثانية في عام 1983، والثالثة في عام 1999.)
قام طبيب الأمراض النفسية البريطاني جون ك. وينج بتحرير الطبعة الأولى من كتاب "التوحد في مرحلة الطفولة المبكرة؛ الجوانب السريرية والتعليمية والاجتماعية" في عام 1966، والذي تضمن فصولاً من كل من إيفار لوفاس ولورنا وينج. ستحتوي الإصدارات اللاحقة على فصول مختلفة.
قام عالم النفس الأمريكي روبرت زاسلو بتطوير "عملية Z" في ستينيات القرن العشرين، وعرضها علنًا لأول مرة في عام 1967. حاولت هذه العملية فرض ارتباط عاطفي أكبر على الأطفال المصابين بالتوحد من خلال إغضابهم واحتجازهم ضد إرادتهم. كان يعتقد أن هذا من شأنه أن يؤدي إلى انهيار آليات الدفاع لديهم، مما يجعلهم أكثر تقبلاً للآخرين. تم توضيح هذه العملية في فيلم Change of Habit عام 1969، حيث ظهر إلفيس بريسلي وهو يستخدمها لعلاج فتاة صغيرة مصابة بالتوحد بنجاح. أدى استخدام هذه العملية على شخص بالغ إلى خسارة زاسلو لرخصته لممارسة علم النفس في كاليفورنيا في عام 1971. كتب زازلو عن عمله في كتاب صدر عام 1975. أصبح هذا الخط من التفكير معروفًا باسم العلاج بالتعلق.

### إنشاء منظمات جديدة
بالإضافة إلى التطورات العلمية والثقافية الجديدة، شهدت الستينيات أيضًا إنشاء مجموعات دعم جديدة لمرضى التوحد في البلدان المتقدمة، وخاصة من قبل آباء الأطفال المصابين بالتوحد:
- تأسست أول منظمة وطنية فرنسية للتوحد، جمعية خدمة الأشخاص غير الملائمين الحاليين للمشاكل الشخصية (ASITP)، في باريس في عام 1963. (منذ عام 1990، أصبح يُعرف باسم سمسم التوحد [sésame autisme] (FFSA)).[186]
- تأسست قرية كفار تكفا في إسرائيل كقرية للأشخاص ذوي "الإعاقات المعرفية والتنموية والعاطفية" في عام 1964.[187] وهذا يشمل الأشخاص المصابين بالتوحد.[188] (تم افتتاح مجتمع كيشوريت المماثل في عام 1997.)[188]
- في عامي 1964 و1967، أسس الأشخاص المصابون بالتوحد في أستراليا وأولياء أمورهم ما يُعرف الآن باسم التوحد في جنوب أفريقيا (1964)،[189] وجمعية الأطفال المصابين بالتوحد في نيو ساوث ويلز (التي تُعرف الآن باسم مظهر، 1966)،[190] وجمعية الأطفال والبالغين المصابين بالتوحد في فيكتوريا (التي تُعرف الآن باسم أذهل، 1967)،[191] وجمعية الأطفال المصابين بالتوحد في كوينزلاند (التي تُعرف الآن باسم التوحد في كوينزلاند، 1967)،[192] وما يُعرف الآن باسم جمعية التوحد في غرب أستراليا (1967).[193] وتستمر هذه المنظمات حتى يومنا هذا. (وفي وقت لاحق، أسس التوحد في تسمانيا (1992)[194] وAutism NT (2002).[195]) بدأ ذكر مرض التوحد في المجلات والبرامج التلفزيونية الأسترالية في أواخر الستينيات.[196]
- في البرازيل، تأسس مجتمع ليو كانر العلاجي (Comunidade Terapêutica Leo Kanner) في بورتو أليغري في عام 1965.[197]
- اجتمع 40 من أولياء أمور الأطفال المصابين بالتوحد في طوكيو في ديسمبر 1966. في فبراير 1967، قاموا هم وآخرون بتشكيل جمعية آباء الأطفال المصابين بالتوحد.[198] تم إنشاء هيئة وطنية في عام 1968.[199] بمرور الوقت، سيصبح هذا جمعية التوحد اليابانية [日本自閉症協会] (日本自閉症協会).